# Taller de carruajes en calle Agres 5 de Alcoy
El taller de carruajes en calle Agres número 5, situado en Alcoy (Alicante), España, es un edificio industrial de estilo modernista valenciano construido en el año 1909, que fue proyectado por el arquitecto Timoteo Briet Montaud.

## Descripción
El edificio fue construido a instancias de José Reig Boronat para ser utilizado como taller de carruajes. Está compuesto de planta baja cuya utilidad fue la de taller de carruajes y la altura superior que se concibió como vivienda. En su fachada se pueden encontrar motivos modernistas de la corriente Sezession. Las barandillas de los balcones son de hierro fundido.
La construcción se halla en muy mal estado, con vegetación en su interior y grafitis en su fachada y es urgente su rehabilitación ya que desde su construcción no se ha realizado actuación alguna en el inmueble.
Actualmente existe un proyecto de rehabilitación por parte del Ayuntamiento de Alcoy del conjunto de fábricas de la fundición Rodes, que incluye toda la manzana, pero se desconoce si dicha actuación incluye también la rehabilitación de este edificio. La finalidad es rehabilitar dichos edificios industriales para un nuevo uso empresarial, tecnológico o cultural.
Durante la guerra civil española el edificio sufrió los efectos del bombardeo del 23 de septiembre de 1938 en uno de las pilares de la fachada.